# Шумилов, Игорь (туркменский футболист)
Игорь Шумилов (6 августа 1969) — советский и туркменский футболист, защитник и полузащитник. Выступал за сборную Туркменистана.

## Биография
В советский период провёл один сезон в соревнованиях мастеров — в 1987 году в 18-летнем возрасте выступал во второй лиге за «Колхозчи» (Ашхабад), сыграл 11 матчей. Затем несколько лет участвовал только в местных соревнованиях.
В первом сезоне независимого чемпионата Туркменистана играл за «Хазар» (Красноводск), позже известный как «Шагадам». О дальнейших выступлениях нет полных сведений[уточнить]. В середине 1990-х годов выступал за один из сильнейших клубов страны того времени — столичную «Нису», становился чемпионом и призёром чемпионата. Часть сезона 1998/99 провёл в составе «Ахала». В начале 2000-х годов вернулся в «Шагадам» и в 2002 году с этим клубом стал чемпионом Туркменистана, а в 2003 году — бронзовым призёром.
В 1996—1997 годах выступал за национальную сборную Туркменистана, провёл не менее 5 матчей.